# Sinjang-dong, Hanam
Sinjang-dong (koreanska: 신장동) är en stadsdel i staden Hanam i provinsen Gyeonggi i den norra delen av
Sydkorea, 20 km öster om huvudstaden Seoul.

## Indelning
Administrativt är Sinjang-dong indelat i:
| Namn    | Namn               | Yta km² | Invånare 31 dec 2020 |
| ------- | ------------------ | ------- | -------------------- |
| 신장1동 | Sinjang 1(il)-dong | 0,24    | 6 794                |
| 신장2동 | Sinjang 2(i)-dong  | 4,12    | 45 737               |